# David Thornton (aktor)
David Farrington Thornton (ur. 12 czerwca 1953 w Cheraw, w stanie Południowej Karoliny) – amerykański aktor filmowy i telewizyjny.

## Życie prywatne
Na planie filmu Ucieczka (Off and Running, 1991) poznał swoją przyszłą żonę – popularną wokalistkę poprockową, laureatkę nagrody Grammy – Cyndi Lauper.
24 listopada 1991 wzięli ślub. W listopadzie 1997 urodził im się syn Declyn Wallace Thornton-Lauper.

## Filmografia

### Filmy kinowe
- 2007: Expats jako Sergei
- 2006: Alpha Dog jako Butch Mazursky
- 2005: Romanse i papierosy (Romance & Cigarettes) jako Urolog
- 2004: Life on the Ledge jako pan Eddy
- 2004: Pamiętnik (The Notebook) jako John Hamilton
- 2002: Rejs w nieznane (Swept Away) jako Michael
- 2002: John Q jako Jimmy Palumbo
- 2002: 100 Mile Rule jako Jerry
- 2002: Garmento jako Ronnie Grossman
- 2002: XX/XY jako Miles
- 2000: Blue Moon jako ojciec Franka
- 2000: Blessed Art Thou jako Elmo
- 2000: Dead Dog jako Stevenson Nagel
- 1998: Too Tired To Die jako Lulu
- 1998: Adwokat (A Civil Action) jako Richard Aufiero
- 1998: Illuminata jako Orlandini
- 1998: Zaborcza miłość (Hush) jako Gavin
- 1998: Sztuka wysublimowanej fotografii (High Art) jako Harry
- 1997: Alex – sam w domu (Home Alone 3) jako Earl Unger
- 1997: Prawdziwa blondynka (The Real Blonde) jako Alex
- 1997: Morderczyni (Office Killer) jako Gary Michaels
- 1997: Jak jej nie kochać (She's so lovely) jako Saul Sunday
- 1996: Odmienić los (Unhook the Stars) jako Frankie Warren
- 1996: Randka na moście (If Lucy Fell) jako Ted
- 1995: Ktoś tu kręci (Search and Destroy) jako Rob
- 1995: Jeffrey jako chłopak nr 3
- 1994: Pani Parker i Krąg Jej Przyjaciół (Mrs. Parker and the Vicious Circle) jako George S. Kaufman
- 1991: Czcigodni mordercy (Men of Respect) jako Philly Como
- 1991: Ucieczka (Off and Running) jako Reese
- 1988: Java Burn jako Lomax
- 1985: Walls of Glass

### Filmy TV
- 1993: Martwe pole (Blind Spot) jako Frank
- 1989: Ask Me Again jako kumpel Nelsona
- 1983: Sesje (Sessions) jako Marc

### Seriale TV
- 2005: Prawo i porządek (Law & Order) jako Lionel Granger
- 2003–2006: Prawo i bezprawie (Law & Order: Special Victims Unit) jako Lionel Granger
- 2002: Prawo i porządek: Zbrodniczy zamiar (Law & Order: Criminal Intent) jako Kenny Strick
- 2002: Prawo i porządek (Law & Order) jako Jeremy Cook
- 2000: Ulica (The $treet/Ka$a) jako Carl Kettner
- 2000: Prawo i porządek (Law & Order) jako Paul Radford
- 1996: Prawo i porządek (Law & Order) jako Paul Medici
- 1995: New York News
- 1995: New York Undercover jako Alan Warwick
- 1994: The Cosby Mysteries
- 1988: Crime Story jako Thalberg
- 1986: Opowieści z ciemnej strony (Tales from the Darkside) jako Wilkołak
- 1985: Policjanci z Miami (Miami Vice) jako Lile